# Андрієвський Володимир Вікторович
Володимир Вікторович Андрієвський (нар. 2 лютого 1955) — радянський футболіст, який грав на позиції нападника. Відомий за виступами у низці радянських команд різних ліг, у тому числі у складі одеського «Чорноморця» у вищій лізі.

## Клубна кар'єра
Володимир Андрієвський розпочав виступи в командах майстрів у 1973 році в команді другої ліги «Локомотив» з Херсона. Після кількарічної перерви продовжив виступи у складі херсонської команди, яка змінила назву на «Кристал», у 1976—1977 роках. У 1978 році Андрієвський перейшов до клубу вищої ліги «Чорноморця» з Одеси, проте зіграв у вищоліговій команді лише один матч чемпіонату та два матчі Кубка СРСР, після чого повернувся до херсонської команди. У 1979 році футболіст грав у складі команди першої ліги «Таврія» з Сімферополя. На початку 1980 року він став гравцем команди першої ліги «Дніпро» з Дніпропетровськ, проте зіграв у його складі лише 1 матч. У 1980 році Андрієвський грав ще в командах другої ліги «Авангард» з Курська та «Спартак» з Тамбова, і після закінчення сезону завершив виступи на футбольних полях.